# 백승혁
백승혁(1991년 8월 9일 ~ )은 대한민국의 전직 스타크래프트 프로게이머이다. Sea.Bee라는 아이디를 사용하며, 종족은 테란이다.
화승 OZ 소속이었다.
2009년 상반기 드래프트에서 화승 OZ의 1차 지명으로 입단하였다.
2011년 10월 화승 OZ가 해체함에 따라 결국 2011년 11월 4일 은퇴가 공시되었다.

## 수상 경력
- 2008년 8월 제42회 스타크래프트 준프로게이머 선발전 입상